# ヴィクトル・セミョーノフ
ヴィクトル・アレクサンドロヴィチ・セミョーノフ（ロシア語: Виктор Александрович Семёнов, ラテン文字表記の例：Víktor Aleksándrovich Semonov, 1958年1月14日 - ）は、ソビエト連邦およびロシアの農学者、農業専門家、政治家。1998年から1999年までロシア連邦農業食糧大臣を務めた他、ロシア連邦議会下院国家会議代議員も務めた。

## 経歴・人物
1958年1月14日、ロシア連邦共和国モスクワ州レーニンスキー地区ノヴォ＝クリャノヴォ村のレーニン名称コムソモール自動車工場（モスクヴィッチ）で、父アレクサンドル・アレクセーエヴィチ・セミョーノフ、母アンナ・ペトローヴナの間に生まれる。
チミリャーゼフ名称モスクワ農業アカデミー園芸学部で園芸とブドウ栽培について学ぶ。同アカデミーを卒業した後、1980年国営農場（ソフホーズ）「ベラヤ・ダーチャ」に就職し、副主任、主任や温室コンプレックス管理者として勤務する。1985年リュベルツィ地区党委農業部指導員となる。1987年リュベルツィ地区党委執行委員会副議長（農業・貿易担当）。1989年農場支配人となり、民営化にともなう農業会社への移行を実施する。ソビエト連邦の崩壊後は、1992年公開株式会社アグリプロマ「ベラヤ・ダーチャ」取締役会議長（社長）。
1993年ロシア農業党に参加する。1993年から2002年までヴォズロジデニエ銀行取締役。1993年から1997年までモスクワ州議会議員。1997年6月20日、ロシア連邦農業省評議員。1997年2月、ロシア農工同盟第一副議長。1998年4月30日から1999年5月25日までロシア連邦農業食糧大臣。1999年7月にはロシア農業党中央評議会委員、副議長に選出されている。
私生活では夫人との間に一男一女。